# Виноградный сок

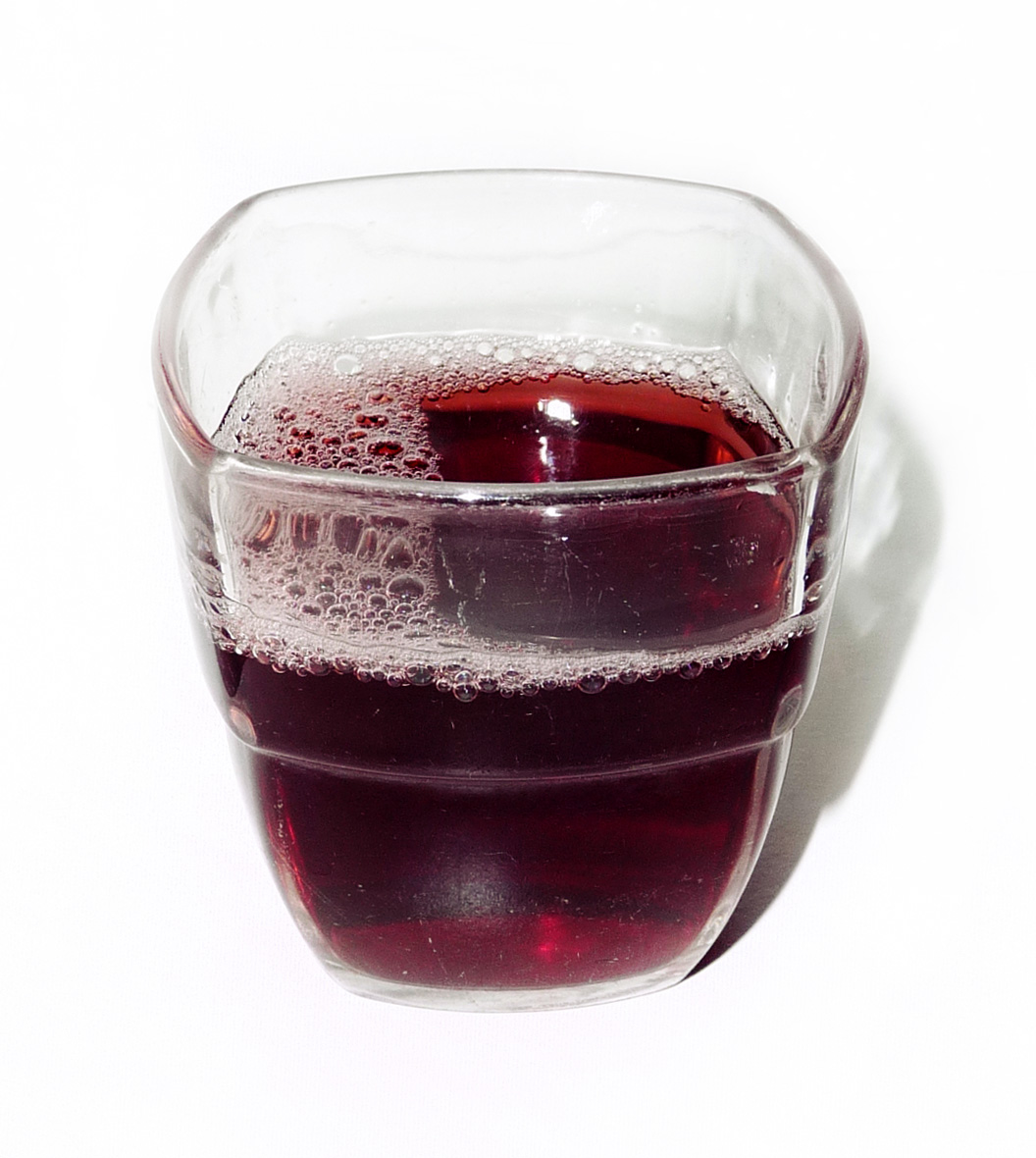
Стакан виноградного сока

Виноградный сок — сок, изготовленный из ягод винограда. Он служит основой для производства вина и других напитков. Отходы производства виноградного сока используются для изготовления различных продуктов. Сок содержит глюкозу, фруктозу, органические кислоты, минеральные вещества, аминокислоты. Виноградный сок полезно употреблять при ряде заболеваний и функциональных расстройств.

## Состав
В зависимости от сорта винограда и климатических условий в месте его произрастания органолептические свойства и содержание веществ в соке может значительно отличаться. Виноградный сок содержит глюкозу, фруктозу, органические кислоты (галловая, оротовая, кофейная, аскорбиновая, хлорогеновая, никотиновая), минеральные вещества, аминокислоты (пролин, аргинин, серин, триптофан, альфа-аланин, метионин и др.). В процессе производства виноградных соков, получаемых отжимом, в выжимках и осадках остаются жирорастворимые витамины, часть макро- и микроэлементов, аминокислот. Также часть полезных веществ теряется во время осветления и стабилизации сока.

## Производство

### В домашних условиях
Изготовить виноградный сок в домашних условиях несложно. Сначала виноград моют и очищают от плодоножек. Для производства небольшого количества сока используют механическую или электрическую соковыжималку, мясорубку, блендер или кухонный комбайн. Для получения большого количества виноградного сока применяют ручные прессы. Полученный из-под пресса или электрической соковыжималки сок можно сразу употреблять в пищу. В остальных случаях сок от раздавленных ягод или полученной кашице следует сцедить с помощью сита/марли. Свежевыжатый сок долго не хранится. Его можно сохранить, подвергнув термической обработке, разлив в стерилизованную тару и герметично закрыв (см. консервирование). Храниться сок должен в холоде.

### Промышленное производство

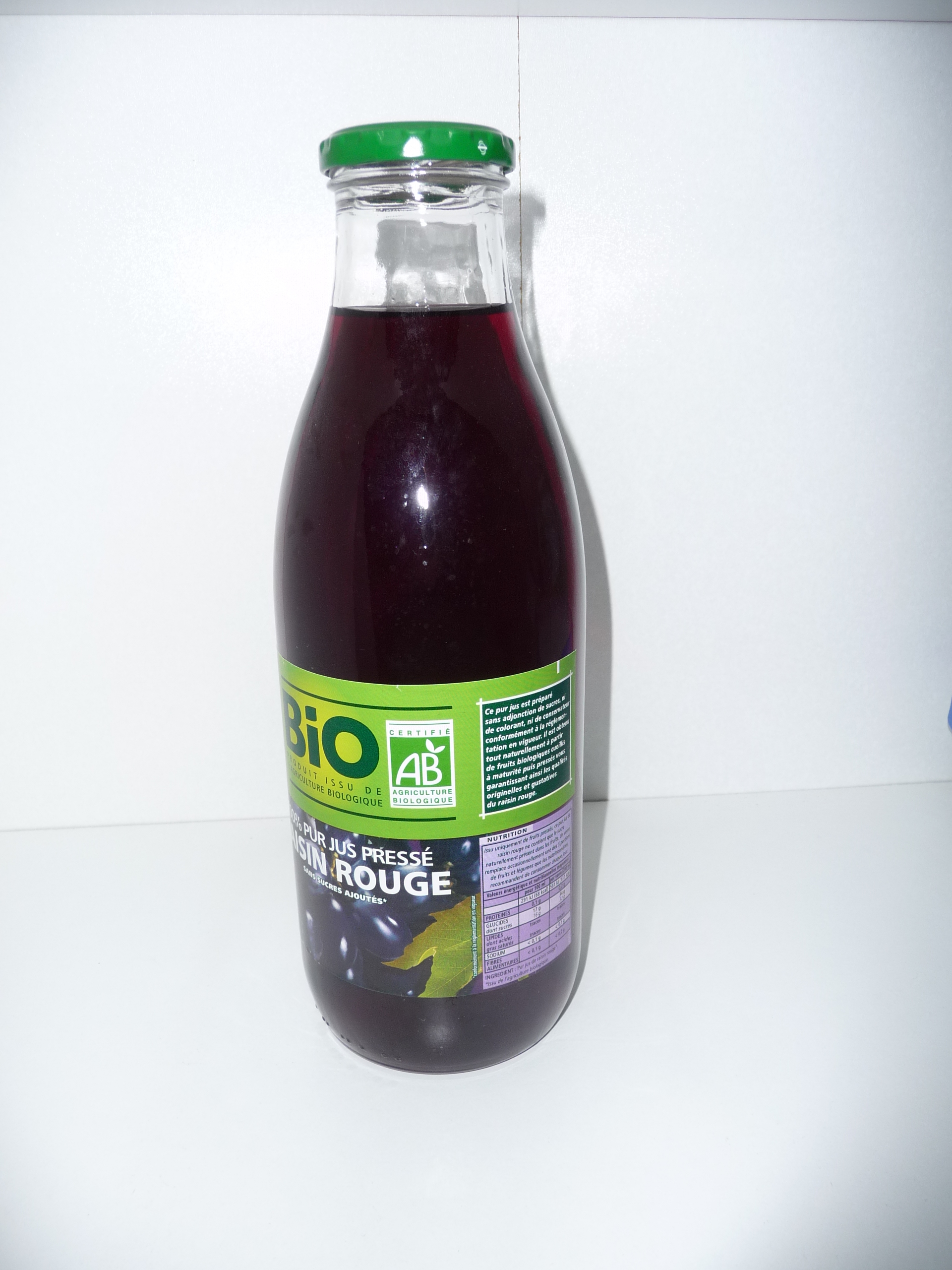
Виноградный сок, полученный промышленным путём

Производства по переработке винограда в сок обычно располагают недалеко от виноградников. Собранный виноград на грузовых автомобилях доставляется в цеха. Сначала виноград моют и отправляют на инспекционный транспортёр для проверки качества. На следующем этапе происходит отделение гребней винограда и подача ягод в мялку. Сусло, полученное самотёком после измельчения, поступает в накопительную ёмкость, а мезга отправляется под пресс, после которого отжатый сок также отправляется в накопительную ёмкость.
В дальнейшем собранная жидкость проходит грубую фильтрацию, осветляется флокулянтами (диоксидом кремния и желатином) и направляется в центрифугу. После данного этапа она проходит через фильтр тонкой очистки и охлаждается. Далее в процессе детартрации под воздействием жидкого диоксида углерода отделяют винный камень и удаляют осадок во время фильтрации. На последних этапах обработки виноградный сок подвергают деаэрации, отправляют на фасовку и пастеризуют.